# Honey × Honey Drops
Honey × Honey Drops (jap. 蜜×蜜ドロップス, Mitsu × Mitsu Drops) ist eine Manga-Serie von Kanan Minami. Der Shōjo-Manga wurde in mehrere Sprachen übersetzt und als zweiteilige Original Video Animation adaptiert.

## Inhalt
Auf der Hojo-Akademie (蜂城学院, Hōjō gakuin) gibt es neben den normalen Klassen noch die „Kugeka“ (九華科), die nur von wohlhabenden Schülern besucht wird. Jeder der Kugeka-Schüler („Master“) sucht sich aus den anderen Schülern eine „Honey“ aus, die ihm seine Schulzeit leichter macht. Dafür wird der Honey die Schulgebühr bezahlt.
Als Yuzuru Hagino (萩乃 柚留) auf die Hojo-Akademie kommt, trifft sie auf Kai Renge (煉夏 可威). Dieser macht sie bald darauf zu seinem Honey, gegen ihren Willen. Doch kann sie dagegen nichts tun, sonst müsste sie die Schule verlassen. So muss sie sein teils herablassendes Verhalten ertragen und wird zudem bald noch von Chihaya Yurioka (百合丘 千駿) geärgert. Schließlich hilft Kai ihr und bald verliebt sie sich in ihn.

## Veröffentlichung
Der Manga erschien von 2004 bis 2006 im japanischen Mangazin Shōjo Comic des Verlags Shogakukan. Die Kapitel erschienen später in acht Sammelbänden. Eine französische Fassung wurde von Akiko veröffentlicht, eine spanische von Editorial Ivréa und eine chinesische von Ever Glory Publishing. Von Oktober 2007 bis Dezember 2008 erschienen alle acht Bände auf Deutsch bei Tokyopop. Von April 2012 bis Januar 2013 erschien eine deutsche Neuauflage in vier Doppelbänden.

## Anime
2006 produzierte das Studio Radix eine zweiteilige OVA zum Manga. Regie führte Mitsuhiro Tōgō, das Charakterdesign entwarf Kōji Murai und die künstlerische Leitung übernahm Yutaka Mukumoto. Die Musik komponierte Shōichi Kasuya. Misaki Fuji+ sang den Vorspanntitel Rock’n Sweets (ロックン☆スウィーツ, Rokkun Suwītsu) und den Abspanntitel French Kiss (フレンチ☆キス, Furenchi Kisu).
Die beiden Teile der OVA mit je 27 Minuten Länge erschienen am 28. April 2006 in Japan auf DVD.
| Rolle           | japanischer Sprecher (Seiyū) | japanischer Sprecher (Seiyū) | japanischer Sprecher (Seiyū) |
|                 | Anime                        | CD-Drama                     | Vomic                        |
| --------------- | ---------------------------- | ---------------------------- | ---------------------------- |
| Kai Renge       | Ken Watanabe                 | Akio Ōtsuka                  | Akio Ōtsuka                  |
| Yuzuru Hagino   | Misato Fukuen                | Akemi Okamura                | Misato Fukuen                |
| Nayuta Sakuragi | Junya Enoki                  | Junya Enoki                  | Junya Enoki                  |
| Chihaya Yurioka | Jun Fukuyama                 | Haruki Ishiya                | Hiroto Furishima             |
| Kuki Genjo      | Takehito Koyasu              | Daisuke Namikawa             | Nobuhiko Okamoto             |

## Computerspiel
Am 6. April 2006 erschien für die PlayStation 2 das Otome Game Mitsu × Mitsu Drops: Love × Love Honey Life (蜜×蜜ドロップス LOVE×LOVE HONEY LIFE). Entwickelt wurde das Spiel von Idea Factory und vertrieben unter ihrem Mädchenspiele-Label Otomate. Protagonist hier ist Kurumi Shiratsume (白詰 くるみ), die zwei Master namens Satsuki Rindō (竜胆 皐月; gesprochen von Ken Narita) und Iori Yukiyanagi (雪柳 伊織; gesprochen von Hiro Shimono) besitzt.

## Rezeption
Laut Animania bietet die Serie für Kenner der Autorin wenig Neues: Stil, Aussehen und Verhalten der Hauptcharaktere und das Herr-und-Diener-Motiv gleichen Kanan Minamis älterer Serie Gib mir Liebe!. Dazu kämen typische Genre-Elemente wie „verträumte Blumen- und Wolkenhintergrundmuster und SD-Einlagen“. Dennoch seien mit Honey × Honey Drops Fans der Zeichnerin und älteren Shōjo-Leserinnen „wieder gut beraten“.